# Natalie Alver
Natalie Alver (n. 23 august 1928, Odesa, RSS Ucraineană, URSS – d. 24 noiembrie 1989) a fost o traducătoare estonă. Ea a tradus în principal din limba română.

## Traduceri
- Liviu Rebreanu, "Ion", Tallinn: Eesti Raamat, 1970 (împreună cu Thelma Tali)
- Samson Șleahu, "Seltsimees Vanja", Tallinn: Eesti Raamat, 1971 (împreună cu Thelma Tali)
- Spiridon Vangheli, "Gugutse seiklused", Tallinn: Eesti Raamat, 1973
- Radu Tudoran, "Kadunud poeg", Tallinn: Eesti Raamat, 1974 (împreună cu Thelma Tali)
- Octav Pancu-Iași, "Võileivad suve ja tuulega", Tallinn: Eesti Raamat, 1976 (împreună cu Thelma Tali)
- Dumitru Radu Popescu, "Need kaks Tebealt, ehk, Näoga metsa poole", Tallinn: Eesti Raamat, 1976
- Zaharia Stancu, "Mustlaslaager", Tallinn: Eesti Raamat, 1978
- Ovidiu Zotta, "Kõik poisid on halvad, kõik poisid on head", Tallinn: Eesti Raamat, 1979
- Mihail Sadoveanu, "Armastuslood", Tallinn: Eesti Raamat, 1980
- Radu Tudoran, "Aastaajad", Tallinn: Eesti Raamat, 1983
- Cezar Petrescu, Pimenemine (Întunecare), Tallinn: Eesti Raamat, 1989
- Sorin Titel, "Naine, vaata, see on sinu poeg", Tallinn: Eesti Raamat, 1989
- Gabriela Adameșteanu, "Kaotatud hommik", Tallinn: Eesti Raamat, 1991 (împreună cu Riina Jesmin)
- Radu Tudoran, "See ilus neiu", Tallinn: Eesti Raamat, 1992 (împreună cu Riina Jesmin)